# Addison (Texas)
Addison je město v okrese Dallas County ve státě Texas ve Spojených státech amerických. K roku 2010 zde žilo 13 056 obyvatel. S celkovou rozlohou 11,5 km² byla hustota zalidnění 1 100 obyvatel na km².